# 高俊強
高俊強（1982年2月25日—）為台灣的棒球選手之一，前中華職棒中信鯨隊，守備位置為三壘手，原名為高曉強。青棒時代為投手，與林岳平、張億得、黃俊中合稱高雄市三民高中的「三民四劍客」，加入台電隊後專任野手。
因涉入2009年中華職棒假球事件在當年12月遭板橋地檢署收押禁見，棒球協會除名。

## 經歷
- 高雄市復興國小少棒隊
- 高雄市立五福國民中學青少棒隊
- 高雄市三民高中青棒隊
- 台灣電力棒球隊
- 中信鯨隊代訓球員
- 中華職棒中信鯨隊

## 職棒生涯成績
| 年度   | 球隊   | 出賽 | 打數 | 安打 | 全壘打 | 打點 | 盜壘 | 四死 | 三振 | 壘打數 | 雙殺打 | 打擊率 |
| ------ | ------ | ---- | ---- | ---- | ------ | ---- | ---- | ---- | ---- | ------ | ------ | ------ |
| 2006年 | 中信鯨 | 69   | 220  | 52   | 5      | 32   | 1    | 25   | 42   | 76     | 4      | 0.236  |
| 2007年 | 中信鯨 | 98   | 342  | 103  | 7      | 55   | 19   | 61   | 56   | 149    | 5      | 0.301  |
| 2008年 | 中信鯨 | 41   | 149  | 39   | 2      | 17   | 7    | 19   | 27   | 55     | 2      | 0.262  |
| 合計   | 3年    | 208  | 711  | 194  | 14     | 104  | 27   | 105  | 125  | 280    | 11     | 0.273  |

- 成績累績至2008年10月10日

## 個人年表
- 1999年 -- 青棒時期號稱強打少年，與林岳平、張億得、黃俊中合稱「三民四劍客」。
- 2005年 -- 中華職棒16年代訓賽四冠王(打擊率、全壘打、打點、安打)，以250萬台幣簽約金加盟中信鯨。
- 2008年 -- 季中下放至中信二軍至球季結束，中信鯨解散後經特別選秀會無球隊選進離開職棒圈。
- 2009年 -- 涉及職棒簽賭案請回並協助調查，後再度調查遭收押禁見結束棒球生涯。